# Gramós
Gramós és un nucli del municipi de la Ribera d'Urgellet, a l'Alt Urgell. Actualment només hi viu una persona, situat a la vall d'Elins a l'esquerra del riu de Pallerols. Hi ha l'església de Sant Lliser, amb copatró de Sant Martí, documentada al segle x. Fou de la senyoria de Francesc de Vilanova i al segle xii del marqués de Benavent.